# Croatia Open Umag 2001
Il Croatia Open Umag 2001 è stato un torneo di tennis giocato sulla terra rossa. È stata la 12ª edizione del Croatia Open Umag, che fa parte della categoria International Series nell'ambito dell'ATP Tour 2001. Si è giocato all'International Tennis Center di Umago, Croazia, dal 16 al 22 luglio 2001.

## Campioni

### Singolare
Carlos Moyá ha battuto in finale  Jérôme Golmard con il punteggio di 6–4 3–6 7–6(2)

### Doppio
Sergio Roitman /  Andrés Schneiter hanno battuto in finale  Ivan Ljubičić /  Lovro Zovko con il punteggio di 6–2, 7–5